# Ашхейм, Исидор
Исидор Ашхейм (ивр. איזידור אשהיים‎, 14 октября 1891[…], Маргонин, Великопольское воеводство — 19 мая 1968[…], Иерусалим) — израильский художник и гравёр.

## Биография
Исидор Ашхейм родился в Маргонине (современная Польша) в 1891 году. Он вырос в ортодоксальной еврейской семье и служил во время Первой мировой войны. В 1919—1923 годах Ашхейм учился у немецкого экспрессиониста Отто Мюллера в Бреслау и находился под влиянием Эриха Хеккеля из группы Die Brücke («Мост»). Он иммигрировал в подмандатную Палестину в 1940 году и поселился в Иерусалиме. Он был женат на израильской художнице Марго Ланге-Ашхейм.

## Карьера художника

### Картины Ашхайма, конфискованные в 1937 году как «дегенеративные»
- Деревенский пейзаж (масло; уничтожена)
- Картина в гавани (масло; уничтожена)
- Город Камерет (масло)
- Небесный (масло)
- Пейзаж с клумбой (масло)
- Город Камерет (акварель, уничтожена)
- Дорф (акварель, уничтожена)
- Загородный дом (акварель, уничтожена)
- Женщина, склонившаяся на улице (пастель, 1920; уничтожена)
- Пейзаж (рисунок; уничтожена)

### В Израиле
Он преподавал в Школе искусств Бецалель и несколько лет был её директором. Искусство Ашхейма основано на прямом впечатлении от природы, жизни и человеческого тела. Его творчество представляет собой непрерывную связь с природой и человеческой фигурой, обычно выполненное с использованием тёмной палитры — наследие его немецких экспрессионистских корней.

## Награды и признание
- В 1953 году Ашхейм стал одним из лауреатов Премии Дизенгофа в области живописи[6].
- В 1955 году он получил Иерусалимскую премию в области искусства.
- В 1956 году он участвовал в Венецианской биеннале.